# アメニ・ケマウ
アメニ・ケマウ（Ameny Qemau, 在位：紀元前1793年頃 - 紀元前1791年頃）は、古代エジプト第13王朝のファラオ（王）。4代目ないしは5代目の王と考えられているが、3代目の王とする説もある。

## 概要
先代の王アメンエムハト5世の息子であったと考えられている。また、後継者のケマウ・サホルネジェヘルイテフは「ケマウの息子、ホルス神は彼の父を比護したもう」という意味の名前のため、彼の息子だったと見られている。これらの説は90年代にRyholtらが提唱され、二重の誕生名が父王の名を引き継いだものとする解釈に基づいている。
また、最新の研究ではRyholtが王朝3代目の王に配置したネリカラーがケマウの即位名で、両者を同一人物とする説が提唱されている。これは2代目の王セネブエフとアメンエムハト5世が共にセケムカーラーという即位名を使用しており同一人物の可能性がある事、トリノ王名表にセケムカーラーの後継者として記載されているアメンエムハトラーという名前がアメニ・ケマウの実名であると解釈できる事、さらにその後継者として記載されているホテプイブラーがサホルネジェヘルイテフの即位名を示している可能性が高い事などの論拠に基づいている。
ダハシュールの南に自らのピラミッドを建設した事以外の事績は知られていない。また、2017年にダハシュールで新しく発見されたピラミッドにもアメニ・ケマウの名前が刻まれていたが、一人の王が一つ以上のピラミッドを築く例はアメンエムハト3世やスネフェルなど長期間在位した王に限られるため、これは元々ケマウ以前に即位した別の王のものであったと見られている。内部から見つかった碑文にはケマウの娘ハトシェプストの名前が記されていた事から、娘のために元の所有者の名前を削り取って名前を上書きし、流用したとも考えられている。 